# Magister militum
Magister militum (u slobodnom prijevodu na hrvatski vojskovođa) je bila oznaka za vrhovnog vojnog zapovjednika rimske vojske u kasnoj antici od vremena Konstantina I. Velikog, a najčešće se odnosi na visokog vojnog dužnosnika. 
Ova je titula nastala zbog reformi koje je odlučio provesti car Konstantin. On je odlučio smanjiti moć pretorijanskih prefekata, tako što im je ukinuo vojne, te im povjerio civilne ovlasti, jer su se prečesto miješali u politiku. Prvotno je postojao po jedan magister militum za pješaštvo (magister peditum) i za konjicu (magister equitum), dok obje dužnosti nisu objedinjene u tituli magister militum odnosno magister utriusque militiae. Od vremena cara Konstancija II. postoje i magistri militum koji su zapovjedali vojskom pojedine provincije (magister militum per Gallias, per Italiam, per Illyricum, per Orientem).